# نيشان نوفا سكوشا
نيشان نوفا سكوشا (بالفرنسية: Ordre de la Nouvelle-Écosse) هو نيشان مدني تمنحه حكومة مقاطعة نوفا سكوشا الكندية تكريماً للجدارة في خدمة مصالح المقاطعة. ويُعتبر نيشان نوفا سكوشا أعلى الأوسمة والنياشين والميداليات التي يمنحها تاج مقاطعة نوفا سكوشا على الإطلاق.
أنشئ نيشان نوفا سكوشا في 2 أغسطس 2001 بموجب قانون أصدره ميرا فريمان نائب حاكم مقاطعة نوفا سكوشا لتكريم المقيمين الحاليين أو السابقين في مقاطعة نوفا سكوشا للمساهمات البارزة والإنجازات في أي مجال، ويدير الحاكم مجلس منح النيشان.

## المعايير
يُمنح نيشان نوفا سكوشا لتكريم أي مقيم حالي أو سابق في مقاطعة نوفا سكوشا يظهر مستوى عالٍ من التميز والإنجاز الفردي في أي مجال من مجالات الثقافة والعلوم والفنون والرياضة والإدارة، وللتميز بوجه عام في أي مجال من مجالات العمل بالشكل الذي يرفع من مكانته ومكانة مقاطعة نوفا سكوشا.
لا توجد قيود على عدد الأشخاص الذين يمكن أن يُمنحوا نيشان نوفا سكوشا وينالوا عضوية مجلس النيشان، إلا أنه عادةً ما تُمنح خمسة نياشين فقط في السنة. يُشترط أن يكون الشخص حاملاً للجنسية الكندية كي يُمنح نيشان نوفا سكوشا، كما أن أولئك الذين يتم انتخابهم أو تعيينهم كأعضاء في هيئة حكومية يكونون غير مؤهلين للحصول على النيشان طوال مدة شغلهم لمناصبهم.
يتلقى المجلس الاستشاري لنيشان نوفا سكوشا طلبات ترشيح الأشخاص المؤهلين لينيل النيشان من الجمهور. يتألف المجلس الاستشاري لنيشان نوفا سكوشا من رئيس يعينه رئيس وزراء مقاطعة نوفا سكوشا، ورئيس قضاة مقاطعة نوفا سكوشا، وكاتب المجلس التنفيذي، وشخص يُعينه كاتب المجلس التنفيذي، ورئيس إحدى جامعات المقاطعة، بالإضافة إلى شخص واحد يُعينه كل من قادة الأحزاب الممثلة في مجلس نواب المقاطعة، ويجب أن يكونوا جميعهم مقيمين في مقاطعة نوفا سكوشا.
تجتمع لجنة المجلس الاستشاري لنيشان نوفا سكوشا مرة واحدة على الأقل سنويًا لتقديم توصياتها المختارة إلى المجلس التنفيذي والتي تُساهم في تضييق نطاق الأسماء المحتملة التي سيتم منحها النيشان، والتي تُقدم في قائمة إلى نائب حاكم المقاطعة للتصديق عليها. يقوم نائب الحاكم بعد ذلك بحكم منصبه كعضو وكمستشار في مجلس نيشان نوفا سكوشا بمنح جميع نياشين الدرجة الفردية للزمالة بموجب مرسوم يحمل دليل توقيع نائب الملك وختم المقاطعة الأعظم. يُمكن قبول ترشيح اسم شخص بعد وفاته لمنحه النيشان فقط ما لم يمر على وفاته أكثر من عام واحد. يحصل الأشخاص الذين مُنحوا نيشان نوفا سكوشا والأعضاء الجدد في مجلس النيشان على لقب أونس.

## شارة النيشان
تُسلم نياشين نوفا سكوشا للأعضاء الجدد عادةً في احتفال يُقام في مقر الحكومة في هاليفاكس، حيث يتم تقليدهم شارة النيشان.

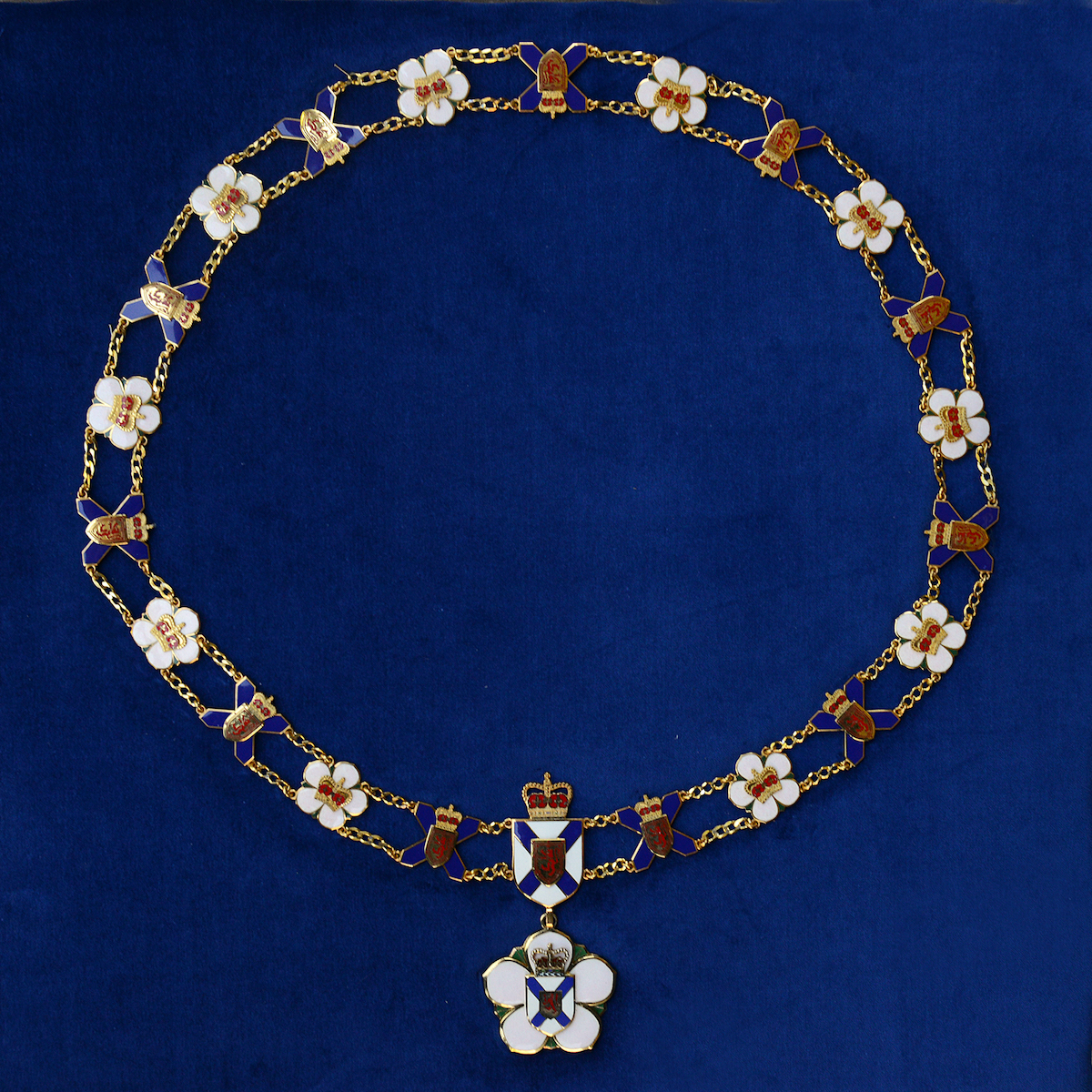
عقد مستشار نوفا سكوشا الذي يرتديه نائب حاكم نوفا سكوشا

تتكون شارة نيشان نوفا سكوشا الرئيسية من ميدالية ذهبية على شكل الزهرة الإقليمية الرسمية في المقاطعة وجهها الأمامي مطلي بالمينا البيضاء وله حواف ذهبية وبداخله نقش لشعار أذرع نوفا سكوشا يعلوها تاج سانت إدوارد الذي يرمز إلى دور العاهل الكندي باعتباره مصدر شرف. ويكون شريط النيشان مزخرف بخطوط عمودية ملونة باللون الأحمر والأزرق والذهبي والأبيض. يرتدي الرجال الميدالية عادةً معلقة باستخدام هذا الشريط عند الياقة، بينما تُثبت النساء شاراتهن على الجانب الأيسر من الصدر. يحصل الأعضاء أيضاً إلى جانب شارة النيشان وشريط التعليق على دبوس طية صدر السترة الذي يمكن ارتداؤه في المناسبات الأقل رسمية.

## أبرز الحاصلين على النيشان
| التاريخ | اسم الحاصل على النيشان  | ملاحظات                                           |
| ------- | ----------------------- | ------------------------------------------------- |
| 2001    | ميرا فريمان             | نائب حاكم مقاطعة نوفا سكوشا                       |
| 2002    | آن موراي                | مغنية                                             |
| 2002    | دانيال ن.بول            | كاتب                                              |
| 2002    | ميكماو سكماوي           | مؤرخ                                              |
| 2002    | كاري م. بست             | صحفية                                             |
| 2002    | لومي أ. كلارك           | رئيس قضاة نوفا سكوشا                              |
| 2003    | ديفيد ألكسندر كولفيل    | رسام                                              |
| 2002    | جون باتريك سيفيج        | رئيس وزراء نوفا سكوشا                             |
| 2003    | هيو ألان ماكماستر       | موسيقي                                            |
| 2005    | ريتا ماكنيل             | مغنية وكاتبة أغاني                                |
| 2005    | كونستانس ر. غلوب        | رئيس قضاة نوفا سكوشا                              |
| 2006    | مايان إ. فرانسيس        | نائب حاكم نوفا سكوشا                              |
| 2007    | فلورا إيزابيل ماكدونالد | سياسي                                             |
| 2007    | جويس كارمان باركهاوس    | مؤلفة تخضصت في أدب أطفال                          |
| 2008    | نورا برنارد             | ناشطة ميكماق، ومُنحت النيشان بعد وفاتها            |
| 2008    | روث جولدبلوم            | المدير السابق لمتحف بيير 21 الوطني للهجرة         |
| 2008    | سيدني باتريك كروسبي     | لاعب هوكي محترف                                   |
| 2010    | ج. تشالمرز دوان         | مدرس وموسيقي كندي                                 |
| 2014    | واندا توماس برنارد      | أخصائي اجتماعي ومربي وعضو مجلس الشيوخ الكندي      |
| 2018    | جانيت كيتز              | معلمة ومؤرخة ومؤرخة انفجار هاليفاكس               |
| 2019    | نوني ماكدونالد          | طبيبة أطفال وأول عميدة لكلية الطب بجامعة دالهاوزي |
| 2020    | ستيلا بول               | عالمة بيئية وأصغر حاصلة على نيشان نوفا سكوشا      |